# Fórmula 750
El Campeonato del Mundo de motociclismo de velocidad de 750cc, también denominado como Fórmula 750 y regulado por la Federación Internacional de Motociclismo, fue la máxima competición internacional de motociclismo de velocidad en la cilindrada de 750cc.
Esta competición debutó en el año 1973 en el ámbito británico, aunque con carácter internacional. Durante los años 1975 y 1976 pasa a denominarse Campeonato Europeo de 750cc. A partir de 1977 ya se disputa bajo la tutela de la FIM como Campeonato Mundial de manera oficial hasta 1979, cuando fue cancelado definitivamente.  

## Palmarés
| Año                         | Piloto            | Constructor       |
| Prix FIM de 750cc           | Prix FIM de 750cc | Prix FIM de 750cc |
| --------------------------- | ----------------- | ----------------- |
| 1973                        | Barry Sheene      | Suzuki            |
| 1974                        | John Dodds        | Yamaha            |
| Campeonato Europeo de 750cc |                   |                   |
| 1975                        | Jack Findlay      | Yamaha            |
| 1976                        | Víctor Palomo     | Yamaha            |
| Campeonato Mundial de 750cc |                   |                   |
| 1977                        | Steve Baker       | Yamaha            |
| 1978                        | Johnny Cecotto    | Yamaha            |
| 1979                        | Patrick Pons      | Yamaha            |